# Az izraeli kém
Az izraeli kém (eredeti cím: The Spy) 2019-ben vetített francia dráma thriller sorozat, amelyet Gideon Raff rendezett, Uri Dan és Yeshayahu Ben L'espion qui venait d'Israël című könyve alapján.
A sorozat producere Alain Goldman. A forgatókönyvírói Gideon Raff és Max Perry. A főszerepekben Sacha Baron Cohen, Noah Emmerich, Hadar Ratzon-Rotem, Yael Eitan és Moni Moshonov láthatóak. A sorozat a Legende Films, a Canal+ és a Netflix megbízásából készült, forgalmazója a Netflix.
Franciaországban 2019. szeptember 6-án mutatta be az OCS. Magyarországon és a világ többi részén a Netflix mutatta be 2019. szeptember 6-án.

## Cselekmény
A minisorozat a Moszad kémjének, Eli Cohennek hőstetteit követi nyomon az Izrael és Szíria között 1967-ben lezajlott hatnapos háborúhoz vezető években. Cohen Kamel Amin Thaabet személyazonosságát felvéve beépül a szíriai felső tízezerbe. Cohent az ország honvédelmi miniszterhelyettesévé nevezik ki, és az ország későbbi elnökének, Amin al-Hafiznak a bizalmasa lesz.

## Szereplők
| Színész            | Szereplő                       | Magyar hang         |
| ------------------ | ------------------------------ | ------------------- |
| Sacha Baron Cohen  | Eli Cohen / Kamel Amin Thaabet | Rába Roland         |
| Hadar Ratzon-Rotem | Nadia Cohen                    | Varga Klára         |
| Yael Eitan         | Maya                           | Nádasi Veronika     |
| Noah Emmerich      | Dan Peleg                      | Kárpáti Levente     |
| Moni Moshonov      | Jacob Shimoni                  | Szélyes Imre        |
| Ori Pfeffer        | Arik                           | Bordás János        |
| Neta Riskin        | Arik felesége                  | Ligeti Kovács Judit |
| André Oumansky     | Endebbo rabbi                  | Várkonyi András     |
| Robert Jezek       | Salinger                       | Sztarenki Pál       |
| TBA                | Nathan                         | Moser Károly        |

## Epizódok
| Évad | Évad | Epizód | Eredeti sugárzás    | Eredeti sugárzás    | Eredeti adó | Magyar sugárzás     | Magyar sugárzás     | Magyar adó |
| Évad | Évad | Epizód | Évadpremier         | Évadfinálé          | Eredeti adó | Évadpremier         | Évadfinálé          | Magyar adó |
| ---- | ---- | ------ | ------------------- | ------------------- | ----------- | ------------------- | ------------------- | ---------- |
|      | 1    | 6      | 2019. szeptember 6. | 2019. szeptember 6. | OCS         | 2019. szeptember 6. | 2019. szeptember 6. |            |

### Első évad (2019)
| Sor. | Év. | Cím                                                 | Rendező     | Író                      | Premier             |
| ---- | --- | --------------------------------------------------- | ----------- | ------------------------ | ------------------- |
| 1.   | 1.  | A bevándorló (The Immigrant)                        | Gideon Raff | Gideon Raff              | 2019. szeptember 6. |
| 2.   | 2.  | Mi újság, Buenos Aires? (What's New, Buenos Aires?) | Gideon Raff | Gideon Raff              | 2019. szeptember 6. |
| 3.   | 3.  | Egyedül Damaszkuszban (Alone in Damascus)           | Gideon Raff | Gideon Raff              | 2019. szeptember 6. |
| 4.   | 4.  | Furcsa párok (The Odd Couples)                      | Gideon Raff | Gideon Raff és Max Perry | 2019. szeptember 6. |
| 5.   | 5.  | A halnak úsznia kell (Fish Gotta Swim)              | Gideon Raff | Gideon Raff és Max Perry | 2019. szeptember 6. |
| 6.   | 6.  | Otthon (Home)                                       | Gideon Raff | Gideon Raff és Max Perry | 2019. szeptember 6. |

## A sorozat készítése
A sorozatot Marokkóban, Magyarországon és az Egyesült Királyságban forgatták. A rendező azt mondta, hogy a szíriai polgárháború miatt nem lehetséges Szíriában forgatni.